# Parc naturel municipal de Petrópolis
Le parc naturel municipal de Petrópolis (Parque Natural Municipal de Petrópolis en portugais) est un Parc naturel municipal (en) dans l'État de Rio de Janeiro au Brésil. Il est situé dans le centre historique de la ville de Petrópolis à une altitude variant de 800 à 1 070 m. Il couvre une superficie de 16,7 ha. Il a été créé officiellement en 2002.

## Annexe